# Gordon Pask
Andrew Gordon Speedie Pask (1928 - 1996) was een Engels psycholoog en cyberneticus, die belangrijke bijdrage leverde aan de cybernetica, de onderwijspsychologie, de experimentele epistemologie en de onderwijstechnologie.

## Algemeen
Pask werd geboren in Derby in Groot-Brittannië in 1928. Na een vooropleiding als mijningenieur aan de Liverpoolse technische hogeschool, ontving hij een Master diploma in de natuurwetenschap van de Universiteit van Cambridge in 1952. In 1964 ontving hij een doctoraat in de psychologie van de Universiteit van Londen.
Pask werkte verder als wetenschappelijk medewerker aan de Universiteit van Brunel, de Universiteit van Illinois in Chicago, de Universiteit van Illinois in Urbana-Champaign, de Universiteit van Mexico, de Concordia University, de Georgia Institute of Technology, de Universiteit van Oregon, de Open Universiteit in Engeland en de Universiteit van Amsterdam.
In 1974 was Pask voorzitter van de International Society for the Systems Sciences en van 1976 tot 1979 van de Cybernetica Society in Londen. Hier adviseerde hij onder andere professionele cybernetici om de werkwijze van de consulterende detective Sherlock Holmes na te volgen.
In 1995 ontving hij een doctortitel van zijn Alma Mater, het Downing College in Cambridge. Hij is ook onderscheiden met de Wiener medaille van de Cybernetics Society in Londen.
In 1956 trouwde Pask met Elizabeth Poole en zij kregen twee dochters. Pask was verder actief in het theater en schreef een serie korte verhalen. Hij was ook jarenlang docent aan de Architectural Association in Londen. Hij tekende en schilderde en was lid van de Chelsea Arts Club en de Athenaeum Club. In 1996 overleed hij in Londen.

## Werk: Overzicht
Pask is z'n leven lang bezig gebleven met de ontwikkeling van een "theorie van het leren". Zijn onderzoek betrof biologische computing (biologisch rekenen), kunstmatige intelligentie, logica, cognitieve wetenschap, linguïstiek and psychologie. Volgens Price (2003) geloofde Pask dat intelligentie ligt in interactie, en niet in een hoofd of een computer.
Pasks voornaamste bijdrage aan de cybernetica en systeemtheorie, en enige andere gebieden, was zijn fixatie op de persoonlijke natuur van de realiteit, en op het proces van leren, wat hij bezag als een afstemming van elkaar beïnvloedende actoren in een omgeving op basis van consensus.
Pasks bekendste bijdragen zijn de ontwikkeling van een Conversatie theorie en een Interactie van actoren theorie.

## Publicaties
Pask heeft verschillende boeken en artikelen geschreven. Een selectie:
- 1961, An Approach to Cybernetics, Hutchinson.
- 1975, Conversation, cognition and learning, New York: Elsevier.
- 1975, The Cybernetics of Human Learning and Performance, Hutchinson.
- 1976, Conversation Theory, Applications in Education and Epistemology, Elsevier.
- 1981, Calculator Saturnalia, Or, Travels with a Calculator, met Ranulph Glanville en Mike Robinson, Wildwood.
- 1982, Microman Living and growing with computers. met Susan Curran Macmillan.
- 1993, Interactions of Actors (IA), Theory and Some Applications
- 1996, Heinz von Foerster's Self-Organisation, the Progenitor of Conversation and Interaction Theories

Vertaald in het Nederlands:
- 1965, Inleiding tot de cybernetica, Aula pocket, 160 blz.

## Publicaties over Gordon Pask
- Barnes, G. (1994) "Justice, Love and Wisdom" Medicinska Naklada, Zagreb ISBN 953-176-017-9.
- Glanville, R. and Scott, B. (2001). “About Gordon Pask”, Special double issue of Kybernetes, Gordon Pask, Remembered and Celebrated, Part I, 30, 5/6, pp. 507–508.
- Green, N. (2004). Download "Axioms from Interactions of Actors Theory", Kybernetes, 33, 9/10, pp. 1433–1462.
- Glanville, R. (ed.) (1993). Gordon Pask- A Festschrift Systems Research, 10, 3.
- Pangaro, P. (1987). An Examination and Confirmation of a Macro Theory of Conversations through a Realization of the Protologic Lp by Microscopic Simulation PhD Thesis Links
- Scott, B. and Glanville G. (eds.) (2001). Special double issue of Kybernetes, Gordon Pask, Remembered and Celebrated, Part I, 30, 5/6. en Part II, 30, 7/8.